# Parc et Château de la Grange-aux-Champs
Le château de la Grange aux Champs est un château français érigé près de Nettancourt, dans le département de la Meuse, depuis le 3 septembre 1992, il est inscrit au titre des monuments historiques.
Le Parc du château de la Grange aux Champs est un arboretum de 22 hectares. Il peut être visité lors de l'opération « Rendez-vous aux jardins » le premier week-end de juin. 

## Histoire
La Grange aux Champs dépendait de l'abbaye de Montiers en Argonne probablement depuis 1237 ou c'est elle qui a acquis les terres de la commune. La ferme, qui est devenue un manoir en 1500, a été transmise de main en main. Nettancourt était à l'époque un centre du calvinisme en Champagne.
La forteresse centrale daterait du XVIe siècle. Elle appartenait à la famille Nettancourt 1634-1785 qui n'y vivait pas mais exploitait une ferme sur un bail. À l'époque, le terrain était d'environ 30 hectares.
Les bassins des étangs étaient sans doute déjà là, creusés par les moines pour élever des poissons. Ce sont les prochains acheteurs qui vont fabriquer les ornements du parc. M. Baudot, procureur du roi, et en 1802, la famille Lallemand Fontenoy : achat de la statue de Neptune, construction ou rénovation de la blanchisserie et des greniers à blé argoniens, destruction d'un kiosque au sommet de la colline pour y construire un pavillon.
Enfin, la famille propriétaire actuelle a acheté la propriété en 1863, a construit la grotte et a aménagé le parc, initialement plus ou moins à la française, en un parc romantique à l'anglaise par Philippe et Arbeaumont, pépiniéristes de Vitry-le-François.

## Collections
Le type de forêt installé après la période glaciaire était la hêtraie-sapinière avec ses sous-bois floraux et arbustifs encore présents dans la région : sorbier, moutarde, houx, nerprun, digitalis purpurea, épilobe, myrte, fougère aigle, bruyère, etc.
Parmi les arbres du parc du château, il convient de mentionner les spécimens suivants : Acer japonicum, Acer negundo, Acer pseudoplatanus, Fagus sylvatica f. 'purpurea', séquoias, Sorbus aria, Gleditsia triacanthos, Quercus robur 'Fastigiata', Liriodendron tulipifera, Ilex aquifolium, Gymnocladus dioicus, Fraxinus excelsior 'Pendula'.
Parmi les buissons, les cornouillers, les hortensias, les pivoines, les lilas.
Les deux statues du parc ont été créées au XVIIIe siècle siècle par le sculpteur Louis Humbert. Ils représentent Neptune et Amphitrite. On peut y admirer un lavoir d'Argonne, une double serre, un rucher, un réfrigérateur, un pavillon de pierre bordant une « ronde » de tilleuls, enfin, au bout du parc, quelques petits nids de boue au coin de l'étang des « Hauts de Bran ».